# نونشریتس
نونشریتس (به آلمانی: Nünchritz) یک شهر در آلمان است که در مایسن واقع شده‌است. نونشریتس ۶٬۵۰۴ نفر جمعیت دارد.